# John F. Kutcher
John F. Kutcher (* 21. November 1965) ist ein US-amerikanischer Programmierer, der Anfang der 1980er Jahre durch die für den Commodore 64 erschienenen Spiele Rescue Squad und Space Taxi bekannt wurde.

## Wirken
Kutcher erlernte seine ersten Programmierkenntnisse autodidaktisch 1980 während der Highschool auf einem TRS-80. Er schrieb Nachahmungen bekannter Spiele. Als er hörte, der Commodore 64 würde der nächste große Spiele-Heimcomputer, kaufte er sich einen mit geliehenem Geld seines Großvaters und begann, Rescue Squad zu schreiben. Als er es fast fertiggestellt hatte, suchte er im Telefonbuch einen Herausgeber und fand einen Eintrag von Muse Software, einer Firma in seiner Nähe und nach einem Anruf und einer Präsentation des Spiels bekam er einen Vertrag. Das Spiel erschien zwei Monate später 1983 auf dem Markt, kurz nachdem Kutcher die Highschool abschloss. Es erhielt den „Bestes Spiel des Jahres“-Preis einer Computerspielezeitschrift.
Im Herbst desselben Jahres begann er an der Arbeit von Space Taxi, nachdem er sein Studium der Informatik an der Johns-Hopkins-Universität aufgenommen hatte. Es erschien im Januar 1984 ebenfalls bei Muse Software und bekam einige sehr gute Kritiken in verschiedenen Computerzeitschriften sowie den "Consumer Electronics Software Showcase Award" und zählt heute zu den Klassikern der Computerspiele. Mit den Einnahmen beider Spiele finanzierte er sein Studium. 1985 wechselte er den Herausgeber und arbeitete kurzzeitig für MicroProse an der Commodore Übersetzung von Solo Flight. Dies war seine letzte Arbeit an einem Computerspiel.
Kutcher promovierte 1992 an der Johns-Hopkins-Universität zum Doctor of Philosophy (PhD) in Computer Science und arbeitet seitdem v. a. an medizinischen Datenbanken.
Bereits 1985 hatte er das Unternehmen DICORP, Inc. gegründet, das sich Dezember 2019 mit der ESO (das führende Daten- und Softwareunternehmen für Rettungsdienste, Feuerwehren und Krankenhäuser) zusammenschloss.

## Veröffentlichte Spiele
- Rescue Squad (1983, Muse Software)
- Space Taxi (1984, Muse Software)
- Solo Flight (1985, MicroProse, Mitarbeit an der Commodore-64 Portierung)